# Estació d'Eulàlia d'Anzizu
Eulàlia d'Anzizu serà una estació del metro de Barcelona de la Línia 12 del metro de Barcelona, de FGC.
Estarà construïda a 47 metres de profunditat. S'ubicarà a prop de la zona universitària del Campus Nord, on tindrà 3 accessos, un al carrer del Gran Capità i dos a l'Av. d'Esplugues. L'estació disposarà d'escales mecàniques i ascensors.
La L12 es perllongarà des de Reina Elisenda a Finestrelles | Sant Joan de Déu en doble via en el túnel i via única en les estacions per la mida de la tuneladora.
| Línia Barcelona-Vallès de FGC |           |       |                                  |                                  |
| Procedència/Destinació        | <         | Línia | >                                | Procedència/Destinació           |
| Projectat                     |           |       |                                  |                                  |
| Sarrià                        | Pedralbes |       | Finestrelles \| Sant Joan de Déu | Finestrelles \| Sant Joan de Déu |